# The Joy of Music

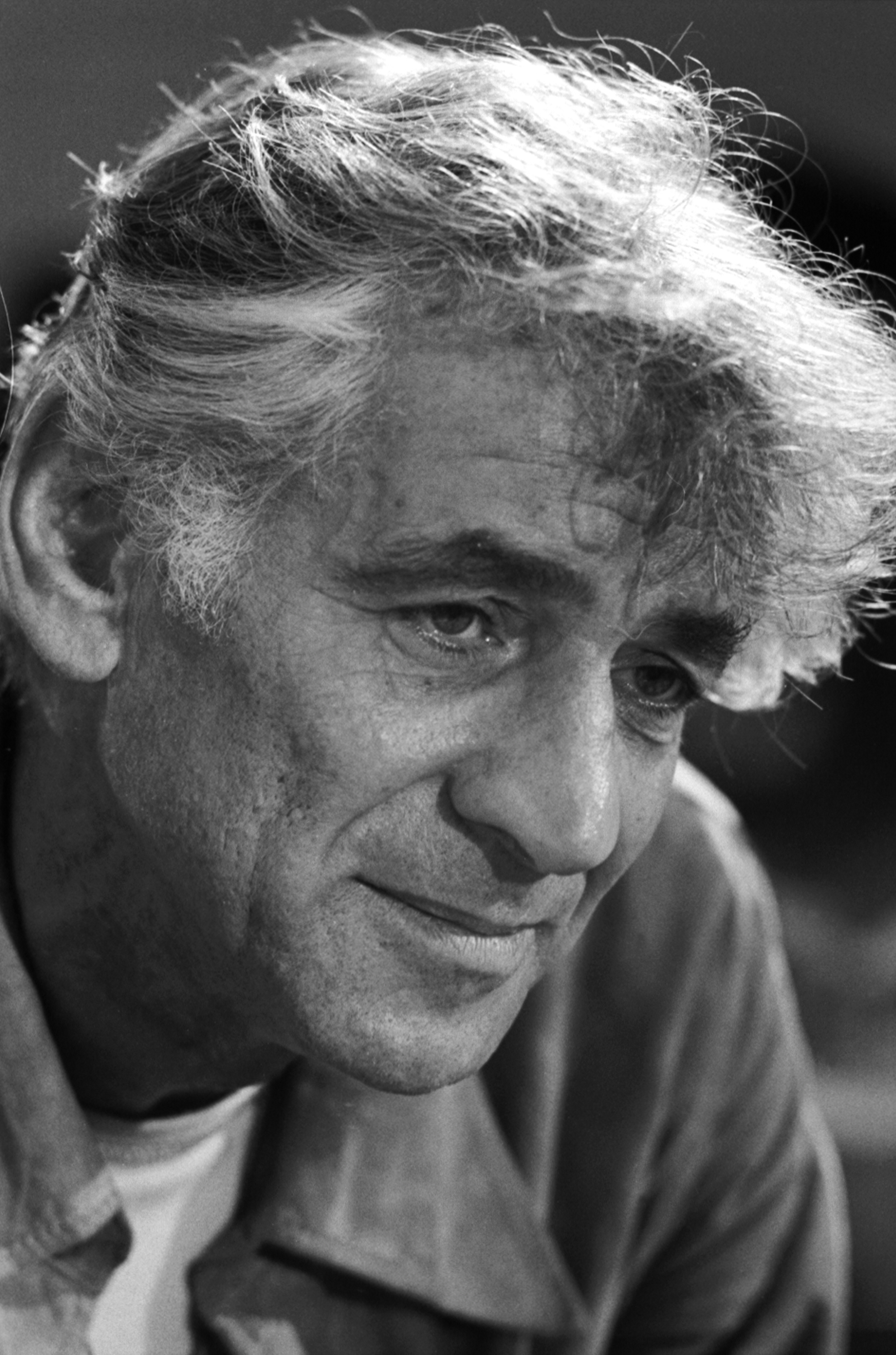
Leonard Bernstein, 1971

The Joy of Music è il primo libro di Leonard Bernstein, originariamente pubblicato nel 1959 da Simon & Schuster. Un lavoro molto acclamato e un best seller, ancora in stampa oggi.

## Descrizione
Nel libro Bernstein abbandona completamente lo stile accademico tradizionale dei libri di musica classica. Alcuni dei capitoli sono espressi nello stile delle conversazioni sulla musica tra Bernstein e diverse persone immaginarie: una di queste conversazioni contiene i pensieri di Bernstein su Porgy and Bess di Gershwin, un'opera che non ha mai diretto o registrato. Altri capitoli del libro sono costituiti da copioni completi trascritti delle conferenze di musica televisiva di Bernstein degli anni '50, tratte dal programma televisivo Omnibus. Includono la sua famosa analisi del primo movimento della Quinta Sinfonia di Ludwig van Beethoven. Ma i testi pubblicati si basano molto su estratti di partiture, accessibili solo ai lettori che hanno familiarità con la notazione musicale. Tuttavia tutte le conferenze di Bernstein su Omnibus sono state pubblicate su DVD nel 2016, quindi i lettori di The Joy of Music possono ascoltare gli esempi musicali. Il programma sul jazz è stato registrato anche su un LP ed è stato pubblicato su CD. Anche la conferenza sulla Quinta di Beethoven è stata pubblicata su CD, ma in un formato sfortunato che rende impossibile l'ascolto senza sentire "feedback" in diverse lingue.